# Liste von Persönlichkeiten der Stadt Boston
Die Liste von Persönlichkeiten der Stadt Boston enthält Personen, die in der Hauptstadt des US-Bundesstaates Massachusetts geboren wurden sowie solche, die in Boston ihren Wirkungskreis hatten, ohne dort geboren zu sein. Beide Abschnitte sind jeweils chronologisch nach dem Geburtsjahr sortiert. Die Liste erhebt keinen Anspruch auf Vollständigkeit.

## In Boston geborene Persönlichkeiten

### 17. Jahrhundert
- Elihu Yale (1649–1721), Kaufmann
- John Wise (1652–1725), Pfarrer und Schriftsteller
- Cotton Mather (1663–1728), puritanischer Geistlicher und Gelehrter
- Sarah Kemble Knight (1666–1727), Geschäftsfrau in der Kolonie Neuengland
- Ann Smith Franklin (1696–1763), Druckerin und Verlegerin

### 18. Jahrhundert
- Benjamin Franklin (1706–1790), Drucker, Verleger, Schriftsteller, Erfinder und Staatsmann
- Jane Colman Turell (1708–1735), Dichterin
- Richard Gridley (1710–1796), britisch-amerikanischer Militäringenieur
- John Winthrop (1714–1779), Astronom, Mathematiker und Physiker
- Samuel Adams (1722–1803), Staatsmann und Revolutionär
- James Bowdoin (1726–1790), Gouverneur des Commonwealth of Massachusetts
- Nathaniel Appleton (1731–1798), Kaufmann und Regierungsbeauftragter
- Thomas Dawes (1731–1809), Militär, Architekt und Politiker
- Robert Treat Paine (1731–1814), britisch-amerikanischer Jurist und Politiker
- Paul Revere (1735–1818), Freiheitskämpfer
- William Heath (1737–1814), Landwirt, Soldat und Politiker
- James Lovell (1737–1814), Politiker
- John Singleton Copley (1738–1815), amerikanisch-englischer Maler
- Nathaniel Gorham (1738–1796), Politiker
- Joseph Warren (1741–1775), Offizier
- William Hooper (1742–1790), einer der Gründerväter der Vereinigten Staaten
- Francis Dana (1743–1811), Rechtsanwalt, Richter und Politiker
- Jeremy Belknap (1744–1798), Geistlicher und Historiker
- John Jeffries (1744–1819), Arzt und Luftfahrtpionier
- Josiah Quincy II (1744–1775), Rechtsanwalt
- William Billings (1746–1800), Komponist
- Increase Sumner (1746–1799), Politiker und Richter
- Henry Pelham (1749–1806), Maler, Graveur, Kartograf und Ingenieur
- Henry Knox (1750–1806), Buchhändler
- James Bowdoin III (1752–1811), Kaufmann, Diplomat und Kunstsammler
- Jonathan Mason (1756–1831), Politiker
- Royall Tyler (1757–1826), Jurist und Dramatiker
- William Verstille (1757–1803), Maler und Miniaturmaler
- Christopher Gore (1758–1827), Politiker
- Samuel Dexter (1761–1816), Politiker
- William Gordon (1763–1802), Politiker
- William Dandridge Peck (1763–1822), Botaniker und Zoologe
- Roger Hale Sheaffe (1763–1851), britischer Offizier und Kolonialadministrator in Kanada
- William Hill Brown (1765–1793), Schriftsteller
- Thomas W. Thompson (1766–1821), Politiker
- Benjamin Trott (um 1770–1843), Maler
- John Snelling Popkin (1771–1852), Altphilologe
- John Singleton Copley, 1. Baron Lyndhurst (1772–1863), englischer Staatsmann
- Robert Semple (1777–1816), zweiter Gouverneur von Assiniboia
- Joseph Tuckerman (1778–1840), unitarischer Geistlicher und Sozialreformer
- John Collins Warren (1778–1856), Chirurg
- David Porter (1780–1843), Marineoffizier
- Leonard Jarvis (1781–1854), Politiker
- John R. Jewitt (1783–1821), Waffenschmied, Schriftsteller, Seefahrer, Schauspieler und Sänger
- Samuel F. B. Morse (1791–1872), Erfinder
- George Ticknor (1791–1871), Akademiker
- Francis Boott (1792–1863), Arzt und Botaniker
- Edward Everett (1794–1865), Politiker
- John Neagle (1796–1865), Porträtmaler
- Edwin Vose Sumner (1797–1863), Generalmajor der Unionsarmee
- Josiah Warren (1798–1874), Sozialreformer, Musiker, Erfinder und Schriftsteller
- Abigail May Alcott (1800–1877), Sozialarbeiterin

### 19. Jahrhundert

#### 1801 bis 1820
- James Barnes (1801–1869), Eisenbahnmanager und Unionsgeneral
- Samuel Gridley Howe (1801–1876), Arzt, Bürgerrechtler und Philhellene
- Ralph Waldo Emerson (1803–1882), Philosoph, einflussreicher Unitarier und Schriftsteller
- Horatio Greenough (1805–1852), Bildhauer
- Harriot Kezia Hunt (1805–1875), Ärztin und Aktivistin
- Charles Francis Adams, Sr. (1807–1886), Jurist und Politiker
- Thomas Sumner (1807–1876), Kapitän
- Edmund Quincy (1808–1877), Abolitionist und Schriftsteller
- Caleb Blood Smith (1808–1864), Politiker
- George Goldthwaite (1809–1879), Politiker
- Albert Pike (1809–1891), Rechtsanwalt, Brigade-General, Journalist, Autor und Freimaurer
- Edgar Allan Poe (1809–1849), Schriftsteller
- Robert Charles Winthrop (1809–1894), Politiker
- Albert Gallatin Blanchard (1810–1891), Brigadegeneral
- Oliver Winchester (1810–1880), Geschäftsmann und Politiker
- Wendell Phillips (1811–1884), Politiker
- Charles Sumner (1811–1874), Politiker
- Charles K. Tuckerman (1811–1896), Diplomat und Schriftsteller
- John Bernard Fitzpatrick (1812–1866), katholischer Geistlicher, Bischof von Boston
- Thomas Willis Pratt (1812–1875), Brückenbau-Ingenieur
- Henry Theodore Tuckerman (1813–1871), Schriftsteller, Dichter, Literatur- und Kunstkritiker
- William Cooper Nell (1816–1874), Journalist, Verleger und Autor
- Edward Tuckerman (1817–1886), Botaniker und Flechtenkundler
- Charles Mayo Ellis (1818–1878), Jurist und Philosoph
- William M. Evarts (1818–1901), Rechtsanwalt und Staatsmann
- Henry Gardner (1818–1892), Politiker
- Samuel Parkman Tuckerman (1819–1890), Komponist
- Henry Bryant (1820–1867), Arzt, Naturforscher und Ornithologe
- Charles Devens (1820–1891), Jurist, Generalmajor der Nordstaaten und Politiker
- Mary Livermore (1820–1905), US-amerikanische Suffragette und Sozialreformerin
- Mary Hemenway (Mary Porter Tileston Hemenway; 1820–1894), Philanthropin und Mäzenin

#### 1821 bis 1840
- Sarah C. Frothingham (1821–1861), Malerin
- Frederick Goddard Tuckerman (1821–1873), Dichter
- Elizabeth Cary Agassiz (1822–1907), Naturkundlerin
- Caroline Healey Dall (1822–1912), Transzendentalistin, Autorin und Sozialreformerin
- Edward Everett Hale (1822–1909), Schriftsteller und Prediger
- Gardiner Greene Hubbard (1822–1897), Unternehmer
- John Joseph Williams (1822–1907), Erzbischof von Boston
- Henry Purkitt Kidder (1823–1886), Geschäftsmann und Philanthrop
- Francis Parkman (1823–1893), Historiker
- Benjamin Apthorp Gould (1824–1896), Astronom
- George Henry Hall (1825–1913), Maler
- Josiah Parsons Cooke (1827–1894), Chemiker
- Roswell Farnham (1827–1903), Politiker
- Frank Fuller (1827–1915), Geschäftsmann, Rechtsanwalt, Arzt und Politiker
- Louise Taft (1827–1907), Mutter des US-Präsidenten William Howard Taft
- James Cutler Dunn Parker (1828–1916), Komponist
- William Mason (1829–1908), Pianist, Komponist und Musikpädagoge
- George Francis Train (1829–1904), Kaufmann, Schriftsteller, Autor und exzentrischer Reisender
- Benjamin Vaughan Abbott (1830–1890), Jurist und Autor
- Thomas Jefferson Coolidge (1831–1920), Wirtschaftsmanager und Diplomat
- Frederick Norton Finney (1832–1916), Eisenbahningenieur und -manager
- William H. Mumler (1832–1884), professioneller Geisterfotograf
- William Stimpson (1832–1872), Naturforscher und Zoologe
- Henry Van Brunt (1832–1903), Architekt
- Charles William Eliot (1834–1926), Professor für Chemie, Autor und Herausgeber
- Annie Adams Fields (1834–1915), Schriftstellerin
- Samuel Pierpont Langley (1834–1906), Astrophysiker und Flugpionier
- George Frederick Barker (1835–1910), Chemiker
- Lyman Abbott (1835–1922), Religionsphilosoph
- Phillips Brooks (1835–1893), Bischof
- Frank Welch (1835–1878), Politiker
- Winslow Homer (1836–1910), Maler
- Charles Hallett Wing (1836–1915), Chemiker
- Mary Ann Brown Patten (1837–1861), Kommandeurin eines Frachtsegelschiffes
- Charles Cutter (1837–1903), Bibliothekar
- Samuel Hubbard Scudder (1837–1911), Entomologe und Paläontologe
- Robert Gould Shaw (1837–1863), Offizier
- Henry Adams (1838–1918), Historiker und Kulturphilosoph
- Edward A. Calahan (1838–1912), Erfinder des Börsenfernschreiber
- Oliver Fairfield Wadsworth (1838–1911), Augenarzt
- James Mason Crafts (1839–1917), Chemiker
- Henry Pickering Bowditch (1840–1911), Physiologe
- Frank Morey (1840–1890), Politiker
- Francis Amasa Walker (1840–1897), General, Statistiker und Nationalökonom

#### 1841 bis 1860
- Samuel Franklin Emmons (1841–1911), Geologe
- Mark Fisher (1841–1923), Landschaftsmaler irisch-englischer Abstammung
- Oliver Wendell Holmes, Jr. (1841–1935), Rechtswissenschaftler
- Charles Sprague Sargent (1841–1927), Botaniker
- Charles Follen Adams (1842–1918), Dichter
- Charles Pickering Bowditch (1842–1921), Geschäftsmann, Archäologe, Anthropologe und Philanthrop
- Frank Henry Shapleigh (1842–1906), Maler
- Marian Hooper Adams (1843–1885), High-Society-Lady der Washingtoner Gesellschaft und Hobbyfotografin
- George Albert Frost (1843–1907), Maler
- Albert Augustus Pope (1843–1909), Brevet-Oberstleutnant
- James T. Bates (1844–1914), Geschäftsmann
- William Gilson Farlow (1844–1919), Botaniker und Mykologe
- Horace Mann junior (1844–1868), Botaniker
- Matthew Harkins (1845–1921), Bischof von Providence
- Charles McBurney (1845–1913), Chirurg
- Seth Carlo Chandler (1846–1913), Astronom
- Edward Charles Pickering (1846–1919), Astronom und Physiker
- James Jackson Putnam (1846–1918), Neurologe
- Frederic Woodman Root (1846–1916), Komponist und Musikpädagoge
- Frank Wigglesworth Clarke (1847–1931), Geologe und Chemiker
- De Scott Evans (1847–1898), Maler
- Charles Loring Jackson (1847–1935), Chemiker
- Lilla Cabot Perry (1848–1933), Malerin
- Abbott Thayer (1849–1921), Maler
- Edwin Lord Weeks (1849–1903), Zeichner und Maler des Orientalismus
- William Sturgis Bigelow (1850–1926), Arzt, Sammler japanischer Kunst
- John Rayner Edmands (1850–1910), Astronom, Bibliothekar und Bergwanderer
- Henry Hammond Gallison (1850–1910), Arzt, Jurist und Landschaftsmaler
- Henry Cabot Lodge senior (1850–1924), Politiker
- Charles Sprague Pearce (1851–1914), Maler
- Samuel Wendell Williston (1852–1918), Paläontologe, Entomologe, Geologe und Illustrator
- Karl Gerhardt (1853–1940), Bildhauer
- Ralph Wormeley Curtis (1854–1922), Maler und Zeichner
- Jane Toppan (1854–1938), Serienmörderin
- Percival Lowell (1855–1916), Astronom
- Joseph Thacher Clarke (1856–1920), Archäologe, Historiker und Fotopionier
- Abbott Lawrence Lowell (1856–1943), Sachbuchautor, Jurist und Politikwissenschaftler
- Louis Sullivan (1856–1924), Architekt
- John T. Bowen (1857–1940), Professor für Dermatologie
- Charles Barney Cory (1857–1921), Ornithologe
- Fannie Merritt Farmer (1857–1915), Gastronomin und Erzieherin
- Nathaniel Carl Goodwin (1857–1919), Schauspieler
- Thomas William Lawson (1857–1925), Börsenmakler, Millionär und Buchautor
- Edward Everett Hayden (1858–1932), Marineoffizier und Meteorologe
- Patrick Joseph Kennedy (1858–1929), Unternehmer
- George von Lengerke Meyer (1858–1918), Politiker
- Albert Henry Munsell (1858–1918), Maler und Kunstlehrer
- William Henry Pickering (1858–1938), Astronom
- John L. Sullivan (1858–1918), Boxer
- John Franklin Jameson (1859–1937), Historiker, Hochschullehrer und Bibliothekar
- Jesse Pomeroy (1859–1932), Mörder
- Charles Gordon Curtis (1860–1953), Ingenieur, Erfinder und Patentanwalt
- Curtis Guild (1860–1915), Politiker

#### 1861 bis 1880
- Wilhelm Berger (1861–1911), deutscher Komponist, Pianist und Dirigent
- Godfrey Lowell Cabot (1861–1962), Unternehmer
- William Durant (1861–1947), Gründer von General Motors und Chevrolet
- Charles J. McCarthy (1861–1929), Politiker
- Abbott Lawrence Rotch (1861–1912), Meteorologe
- Richard Sears (1861–1943), Tennisspieler
- Frederick Stevens (1861–1923), Politiker
- Charles L. Burrill (1862–1931), Politiker
- Marcella Boveri (1863–1950), Biologin
- Gamaliel Bradford (1863–1932), Schriftsteller
- John F. Fitzgerald (1863–1950), Politiker
- Lillie P. Bliss (1864–1931), Kunstsammlerin und Mäzenin
- Frederick Field Bullard (1864–1904), Komponist
- William Fogg Osgood (1864–1943), Mathematiker
- Henry Paul Talbot (1864–1927), Chemiker
- Joseph Gaudentius Anderson (1865–1927), Weihbischof in Boston
- Philip Leslie Hale (1865–1931), Maler, Kunstkritiker, Kunstbuchautor und Lehrer
- Alonzo B. Cook (1866–1956), Politiker
- Charles Edward Adams (1867–1936), Politiker
- Emily Greene Balch (1867–1961), Nationalökonomin, Pazifistin und Friedensnobelpreisträgerin
- Maxime Bôcher (1867–1918), Mathematiker
- Margaret Ruthven Lang (1867–1972), Komponistin
- William H. Bradley (1868–1962), Künstler des Jugendstils
- James Connolly (1868–1957), Leichtathlet und Olympiasieger
- Lida Shaw King (1868–1932), Archäologin und Altphilologin
- Sumner Paine (1868–1904), Sportschütze
- William Hale Thompson (1869–1944), Politiker
- Lucia Fairchild Fuller (1870–1924), Malerin
- John Paine (1870–1951), Sportschütze
- Charles Sellon (1870–1937), Film- und Theaterschauspieler
- Harriet Boyd-Hawes (1871–1945), Archäologin
- Edward Kennard Rand (1871–1945), Klassischer Philologe
- Walter Russell (1871–1963), Maler, Bildhauer, Architekt, Philosoph und Mystiker
- Arthur Blake (1872–1944), Leichtathlet
- Billy Bitzer (1872–1944), Kameramann
- May Fairchild (1872–1959), Malerin und Kunsthandwerkerin
- Anita Florence Hemmings (1872–1943), Bibliothekarin
- Thomas Curtis (1873–1944), Leichtathlet
- Elizabeth F. Fisher (1873–1941), Geologin und Hochschullehrerin
- Carl Strauss (1873–1957), Maler, Radierer und Illustrator
- James Michael Curley (1874–1958), Politiker
- William Holland (1874–1930), Leichtathlet
- Frank Knox (1874–1944), Politiker
- Theodore Lyman (1874–1954), Physiker
- Henry W. Prescott (1874–1943), klassischer Philologe
- Thomas Burke (1875–1929), Leichtathlet, Olympiateilnehmer
- Frederick G. Katzmann (1875–1953), Staatsanwalt
- A. Hamilton Rice (1875–1956), Forschungsreisender, Geograph, Arzt und Abenteurer
- Arthur Train (1875–1945), Jurist und Schriftsteller
- James Greene (1876–1962), Schwimmer
- Pauline Iselin (1876–1946), Golferin
- Charles-Edward Amory Winslow (1877–1957), Bakteriologe
- Starling Burgess (1878–1947), Yachtkonstrukteur und Bootsbauer
- Franklyn Farnum (1878–1961), Schauspieler und Varietee-Künstler
- Alvan T. Fuller (1878–1958), Politiker
- Guy Andrews Ham (1878–1926), Politiker
- Henry Bryant Bigelow (1879–1967), Zoologe
- Frederick Gardner Clapp (1879–1944), Geologe
- Beals Wright (1879–1961), Tennisspieler
- George V. Brown (1880–1937), Sportfunktionär
- Frances Perkins (1880–1965), Politikerin
- Charles W. Tobey (1880–1953), Politiker

#### 1881 bis 1890
- Eleonora Sears (1881–1968), Tennisspielerin
- Gretchen Woodman Rogers (1881–1967), Malerin
- George Bonhag (1882–1960), Mittel- und Langstreckenläufer
- Alvin Langdon Coburn (1882–1966), US-amerikanisch-britischer Fotograf
- Allen Melancthon Sumner (1882–1918), Offizier des USMC
- Ella Lola (1883–?), Tänzerin
- Archibald Thompson Davison (1883–1961), Musikwissenschaftler, Musikpädagoge und Chordirigent
- Louis Mettling (1884–1907), Bahnradsportler
- George W. Meyer (1884–1959), Songwriter
- Robert W. Upton (1884–1972), Politiker
- Joseph Granby (1885–1965), Schauspieler
- George Richards Minot (1885–1950), Internist
- Nathaniel Niles (1886–1932), Eiskunstläufer und Tennisspieler
- Paul Dudley White (1886–1973), Kardiologe
- Isaac Goldberg (1887–1938), Sprach- und Literaturwissenschaftler, Journalist und Übersetzer
- Jeanie Macpherson (1887–1946), Schauspielerin und Drehbuchautorin
- Gerald Murphy (1888–1964), Maler und Geschäftsmann
- Harold Hitz Burton (1888–1964), Richter und Politiker
- Joseph P. Kennedy (1888–1969), Geschäftsmann und Diplomat
- Gerald Murphy (1888–1964), Maler und Geschäftsmann
- George B. Seitz (1888–1944), Filmregisseur und Drehbuchautor
- Richard Whitney (1888–1974), Bankier, Investmentberater, Broker und Präsident der New Yorker Börse
- Roger Adams (1889–1971), Chemiker
- James Lee Peters (1889–1952), Ornithologe, Kurator und Autor
- Henry Richardson (1889–1963), Bogenschütze
- Rose Kennedy (1890–1995), Mutter von John F. Kennedy

#### 1891 bis 1900
- George Falcke (1891–1979), dänischer Turner
- John W. McCormack (1891–1980), Politiker
- Harry Dexter White (1892–1948), Volkswirt und Politiker
- Henry Gilman (1893–1986), Chemiker
- Eric Francis MacKenzie (1893–1969), Weihbischof in Boston
- Arthur Fiedler (1894–1979), Dirigent und Violinist
- Alexander Hall (1894–1968), Filmregisseur
- Jimmy McHugh (1894–1969), Komponist
- Adolf Augustus Berle (1895–1971), Jurist und Verfasser
- Richard Cushing (1895–1970), Erzbischof von Boston
- Mal Hallett (1896–1952), Violinist, Altsaxophonist und Big Bandleader
- Cornelius E. Ryan (1896–1972), Generalmajor der United States Army
- Catherine Filene Shouse (1896–1994), Schriftstellerin, Frauenrechtlerin und Kunstmäzen
- Frank Silver (1896–1960), Songwriter, Bandleader und Vaudevilledarsteller
- Howard Deering Johnson (1897–1972), Unternehmer, Gründer der Restaurant- und Hotelkette Howard Johnson’s
- Marianne Kneisel (1897–1972), Geigerin und Musikpädagogin
- Leo Reisman (1897–1961), Violinist und Bigband-Leader
- Edwin Francis Carpenter (1898–1963), Astronom
- Jack Haley (1898–1979), Schauspieler
- Thomas F. Hickey (1898–1983), Generalleutnant der United States Army
- Murray Mencher (1898–1991), Songwriter
- Richard C. Partridge (1899–1976), Generalmajor der United States Army
- Henry Morton Robinson (1898–1961), Schriftsteller
- Ian Keith (1899–1960), Theater- und Filmschauspieler
- Walter Charles Langer (1899–1981), Psychoanalytiker
- George Marion junior (1899–1968), Drehbuchautor und Liedtexter
- Priscilla White (1900–1989), Diabetologin

### 20. Jahrhundert

#### 1901 bis 1910
- Sherwin Badger (1901–1972), Eiskunstläufer
- John Moors Cabot (1901–1981), Diplomat
- Robert Beverly Hale (1901–1985), Künstler, Kurator und Kunstdozent
- Phil Napoleon (1901–1990), Jazz-Trompeter und Bandleader
- Maurice J. Tobin (1901–1953), Politiker
- George Clapp Vaillant (1901–1945), Ethnologe
- George D. Woods (1901–1982), Ökonom
- Marland Pratt Billings (1902–1996), Strukturgeologe
- Robert F. Bradford (1902–1983), Politiker
- Nancy Cole (1902–1991), Mathematikerin und Hochschullehrerin
- Peter Driben (1902–1968), Pin-up-Künstler
- Roland Anderson (1903–1989), Szenenbildner
- Valentine Bialas (1903–1965), Eisschnellläufer
- Paul A. Dever (1903–1958), Politiker
- Dudley Fitts (1903–1968), Übersetzer und Lyriker
- Mason Hammond (1903–2002), klassischer Philologe und Historiker
- Henry-Russell Hitchcock (1903–1987), Architekturhistoriker und -theoretiker sowie Museumsleiter
- Erna Lazarus (1903–2006), Drehbuchautorin
- Grace Lorch (1903–1974), Lehrerin und Aktivistin
- Jerry Colonna (1904–1986), Schauspieler, Komiker und Musiker
- Paul D. Harkins (1904–1984), General der United States Army
- Frank Ross (1904–1990), Filmproduzent
- Roland Winters (1904–1989), Schauspieler
- Walter A. Brown (1905–1964), Sportfunktionär und Eishockeytrainer
- Howard Johnson (1905–1991), Altsaxophonist
- Lois Mailou Jones (1905–1998), Malerin und Hochschullehrerin
- Joseph E. Levine (1905–1987), Filmproduzent, -verleiher und finanzier
- Arthur Mendel (1905–1979), Chordirigent, Musikwissenschaftler und -pädagoge
- Joseph T. O’Callahan (1905–1964), Jesuit und Militärgeistlicher
- Bailey Aldrich (1907–2002), Richter
- Oscar Brodney (1907–2008), Drehbuchautor
- Arlene Francis (1907–2001), Schauspielerin
- Charles Henderson (1907–1970), Komponist, Dirigent, Arrangeur, Pianist, Autor und Liedtexter
- Carl Mydans (1907–2004), Fotograf
- Alice Standish Allen (1907–2002), Ingenieurgeologin
- George Weller (1907–2002), Journalist und Schriftsteller
- Lawrence Berk (1908–1995), Musikpädagoge und Komponist
- Harry Kemelman (1908–1996), Schriftsteller, Literaturprofessor und Rabbiner
- Leone Lane (1908–1993), Schauspielerin
- Brooks Otis (1908–1977), klassischer Philologe
- Wilmar H. Shiras (1908–1990), Science-Fiction-Autorin
- Hyman Spotnitz (1908–2008), Psychoanalytiker, Psychiater und Psychiatrieforscher
- Korczak Ziolkowski (1908–1982), polnisch-amerikanischer Designer und Bildhauer
- Norma Farber (1909–1984), Kinderbuch-Autorin und Lyrikerin
- Elbridge Ross (1909–1980), Eishockeyspieler
- Phoebe Atwood Taylor (1909–1976), Kriminalschriftstellerin
- Charles Francis Adams IV (1910–1999), Wirtschaftsmanager
- Harry Carney (1910–1974), Saxophonist
- Norman Corwin (1910–2011), Journalist und Autor
- Charlie Holmes (1910–1985), Jazz-Altsaxophonist
- George C. Homans (1910–1989), Soziologe
- Arthur Marder (1910–1980), Historiker
- Sumner Byron Myers (1910–1955), Mathematiker und Hochschullehrer
- Eliot Noyes (1910–1977), Architekt und Industriedesigner
- Lillian Roth, bürgerlich Lillian Rutstein (1910–1980), Schauspielerin und Sängerin
- Irene Sharaff (1910–1993), Kostümbildnerin

#### 1911 bis 1920

##### 1911
- Fannie Hillsmith (1911–2007), Malerin und Druckgrafikerin
- Toots Mondello (1911–1992), Jazz-Altsaxophonist
- David Park (1911–1960), Maler
- John Pike (1911–1979), Aquarellmaler, Illustrator, Kunstlehrer, Autor und Erfinder
- Sonny Tufts (1911–1970), Schauspieler
- Paul Maurice Zoll (1911–1999), Kardiologe

##### 1912
- Dan Kiley (1912–2004), Landschaftsarchitekt
- Albert Lord (1912–1991), Literaturwissenschaftler, Slawist und Altphilologe
- Alexander Mackendrick (1912–1993), Regisseur

##### 1913
- Charles Brenner (1913–2008), Psychiater und Psychoanalytiker
- Betty Field (1913–1973), Bühnen- und Filmschauspielerin
- Anton Leader (1913–1988), Filmregisseur und Filmproduzent
- Conrad Marca-Relli (1913–2000), Maler
- Wayne Millner (1913–1976), American-Football-Spieler
- Fred F. Sears (1913–1957), Regisseur und Schauspieler

##### 1914
- Mary Carlisle (1914–2018), Schauspielerin und Sängerin
- Irving Fine (1914–1962), Komponist
- Joseph L. Melnick (1914–2001), Epidemiologe
- Chadwell O’Connor (1914–2007), Ingenieur, Unternehmer und Erfinder
- Lawrence Joseph Riley (1914–2001), Weihbischof in Boston

##### 1915
- Ben Benson (1915–1959), Autor von Kriminalromanen
- Veda Ann Borg (1915–1973), Schauspielerin
- Arthur S. Collins Jr. (1915–1984), Generalleutnant der United States Army
- Jean Bodman Fletcher (1915–1965), Architektin
- Jerry Gray (1915–1976), Violinist, Arrangeur, Komponist und Bigband-Leader
- Clifton von Kann (1915–2014), Generalmajor der United States Army
- Henry A. Miley junior (1915–2010), Viersterne-General der United States Army
- Richard Evans Schultes (1915–2001), Botaniker
- Hy White (1915–2011), Jazzgitarrist

##### 1916
- Gleason Leonard Archer (1916–2004), Anwalt, evangelischer Theologe und Sprachwissenschaftler
- Johnny Catron (1916–1998), Arrangeur, Songwriter und Bigband-Leader
- Nicholas Christofilos (1916–1972), griechisch-US-amerikanischer Physiker
- John Ciardi (1916–1986), Dichter, Übersetzer, Etymologe und Hochschullehrer
- Milt Raskin (1916–1977), Pianist, Liedtexter und Arrangeur
- Benjamin Isadore Schwartz (1916–1999), Politikwissenschaftler und Sinologe

##### 1917
- Dave Lambert (1917–1966), Jazz-Sänger und Arrangeur
- Robert Lowell (1917–1977), Dichter
- Jan Miner (1917–2004), Schauspielerin
- Frank Robbins (1917–1994), Maler sowie Comicautor und -zeichner
- Robert B. Woodward (1917–1979), Chemiker und Nobelpreisträger

##### 1918
- James MacGregor Burns (1918–2014), Politologe und Historiker
- Albert K. Cohen (1918–2014), Kriminologe
- David Gilbarg (1918–2001), Mathematiker
- Rosemary Kennedy (1918–2005), Schwester von John F. und Robert F. Kennedy
- Turk Van Lake (1918–2002), Jazzgitarrist, Komponist, Arrangeur, Autor und Musikpädagoge

##### 1919
- McGeorge Bundy (1919–1996), Nationaler Sicherheitsberater der Vereinigten Staaten
- Ward Costello (1919–2009), Schauspieler, Komponist und Texter
- Victor Heyliger (1919–2006), Eishockeyspieler
- Joseph Francis Maguire (1919–2014), Bischof von Springfield
- William J. McCarthy (1919–1998), Gewerkschafter
- Sid Ramin (1919–2019), Orchestrator, Arrangeur und Komponist
- Richard Scarry (1919–1994), Kinderbuchautor und Illustrator

##### 1920
- Albert Vincent Casey (1920–2004), Verleger
- Allen Hoskins (1920–1980), Filmschauspieler
- Jack Lesberg (1920–2005), Musiker
- Jerry Maren (1920–2018), Schauspieler
- Elliot L. Richardson (1920–1999), Jurist und Politiker
- John P. Riley (1920–2016), Eishockeyspieler und -trainer

#### 1921 bis 1930
- Ben Bradlee (1921–2014), Vizepräsident der Washington Post
- Sixto Durán Ballén (1921–2016), ecuadorianischer Politiker
- Mahlon Hoagland (1921–2009), Biochemiker, Molekularbiologe und Hochschullehrer
- Ruth Orkin (1921–1985), Photographin und Filmemacherin
- George Hamilton Pearce (1921–2015), Erzbischof
- Jerome Rosen (1921–2011), Komponist
- Arnold Ross (1921–2000), Jazz-Pianist
- Joan Tozzer (1921–2012), Eiskunstläuferin
- George W. Casey senior (1922–1970), Generalmajor der United States Army
- Bobby Donaldson (1922–1971), Jazzschlagzeuger
- Marie Ellington (1922–2012), Jazzsängerin
- Bernard Kates (1922–2010), Filmschauspieler
- Joseph John Ruocco (1922–1980), Weihbischof in Boston
- Serge Chaloff (1923–1957), Jazz-Baritonsaxophonist
- Bob Elliott (1923–2016), Komiker, Drehbuchautor, Sprecher, Hörfunkmoderator und Schauspieler
- Edith Fellows (1923–2011), Schauspielerin
- Peter A. Garland (1923–2005), Politiker
- Daniel Gorenstein (1923–1992), Mathematiker
- Sam Margolis (1923–1996), Jazzmusiker
- Charlie Mariano (1923–2009), Jazzmusiker und Komponist
- Judith Merril (1923–1997), US-amerik.-kanad. Science-Fiction-Autorin und -Redakteurin sowie politische Aktivistin
- Merton H. Miller (1923–2000), Ökonom
- George Patton IV (1923–2004), Generalmajor der United States Army
- Sumner Redstone (1923–2020), Unternehmer
- Fred Richmond (1923–2019), Politiker
- Joanne Malkus Simpson (1923–2010), Meteorologin
- Peggy Cass (1924–1999), Schauspielerin
- Lorna Blaine Halper (1924–2012), Malerin, Bildhauerin und Grafikerin
- Norman Sherman (1924–2015), US-amerikanisch-kanadischer Fagottist, Musikpädagoge und Komponist
- Sonny Stitt (1924–1982), Saxophonist
- Frances Wayne (1924–1978), Jazz-Sängerin
- Don Costa (1925–1983), Musiker und Musikproduzent
- Rosalind Cron (1925–2021), Jazz- und Unterhaltungsmusikerin
- Roy Haynes (1925–2024), Jazz-Schlagzeuger
- Nat Hentoff (1925–2017), Journalist, Historiker und Jazz-Kritiker
- James F. McNulty (1925–2009), Politiker
- Gretchen Merrill (1925–1965), Eiskunstläuferin
- Francis Scully (1925–1998), Regattasegler
- George Wein (1925–2021), Jazzmusiker und Impresario
- Karl-Alfred Jacobsson (1926–2015), schwedischer Fußballspieler
- Sam Parkins (1926–2009), Jazzmusiker und Musikproduzent
- Henry W. Kendall (1926–1999), Physiker und Nobelpreisträger
- H. C. Robbins Landon (1926–2009), Musikwissenschaftler
- Peter Larkin (1926–2019), Bühnenbildner und Filmarchitekt
- Mary Mercury Roth (1926–2020), Chemikerin
- Sandy Saddler (1926–2001), Boxer
- Hilbert Schenck (1926–2013), Science-Fiction-Autor
- Marjorie Silver (1926–2014), Eisenbahnunternehmerin
- Daniel Anthony Cronin (* 1927), Alterzbischof von Hartford
- Ruby Braff (1927–2003), Kornettist
- Susan Cabot (1927–1986), Schauspielerin
- Norma Connolly (1927–1998), Schauspielerin
- John McCarthy (1927–2011), Logiker und Informatiker
- Elliot Silverstein (1927–2023), Regisseur und Filmproduzent
- Robert Joseph Banks (* 1928), katholischer Bischof
- Barbara Epstein (1928–2006), Herausgeberin und Verlagslektorin
- Joe Gordon (1928–1963), Jazz-Trompeter
- Alexander Grasshoff (1928–2008), Regisseur
- Josh Greenfeld (1928–2018), Buch- und Drehbuchautor
- Paul X. Kelley (1928–2019), General des US Marine Corps
- Jean Kennedy Smith (1928–2020), Diplomatin
- Margaret Kohn (* 1928), Pianistin und Musikpädagogin
- Eugene Roche (1928–2004), Schauspieler
- Joyce Wein (1928–2005), Musik- und Festivalmanagerin
- James J. Bulger (1929–2018), Verbrecher
- Charles C. McLaughlin (1929–2005), Professor für Geschichte
- David G. Nathan (* 1929), Kinderonkologe und -hämatologe
- Alfred G. Redfield (1929–2019), Biophysiker
- Franklin Stahl (1929–2025), Genetiker
- Barbara Walters (1929–2022), Journalistin und Fernsehmoderatorin
- David H. Wright (1929–2018), Kunsthistoriker und Professor für Kunstgeschichte
- John Patrick Doyle (1930–2016), Philosoph
- Bettye Lane (1930–2012), Fotojournalistin
- Robert Edward Mulvee (1930–2018), römisch-katholischer Geistlicher, Bischof von Providence
- Barry Newman (1930–2023), Schauspieler
- Burton Pike (1930–2022), Germanist und Literaturwissenschaftler
- Donald Schön (1930–1997), Philosoph und Professor der Stadtplanung
- Edward Seaga (1930–2019), jamaikanischer Politiker und Premierminister von Jamaika
- William Ware Theiss (1930–1992), Kostümbildner
- Frederick Wiseman (* 1930), Rechtsanwalt

#### 1931 bis 1940

##### 1931
- David Browning (1931–1956), Wasserspringer
- Charles Colson (1931–2012), Hauptberater des US-amerikanischen Präsidenten Richard Nixon
- Alfred W. Crosby (1931–2018), Historiker
- Ram Dass (1931–2019), Professor für Psychologie an der Harvard-Universität
- Alan Douglas (1931–2014), Musikproduzent
- Jake Hanna (1931–2010), Jazzmusiker
- George Fortune (1931–2019), Opernsänger
- Ken McIntyre (1931–2001), Jazzmusiker, Komponist, Arrangeur, Bandleader und Hochschullehrer
- Leonard Nimoy (1931–2015), Schauspieler, Regisseur, Filmproduzent und Fotograf
- Peter Sorokin (1931–2015), Physiker

##### 1932
- Norman Abramson (1932–2020), Ingenieur, Informatiker und Entwickler des ALOHAnet
- Richard De Angelis (1932–2005), Schauspieler und Comedian
- Tony DeMarco (1932–2021), Boxweltmeister
- Walter Gilbert (* 1932), Physiker und Biochemiker
- Richard Herd (1932–2020), Schauspieler
- Edward Kennedy (1932–2009), Politiker der Demokratischen Partei und Senator
- Elliott Lieb (* 1932), Physiker
- John McNamara (1932–1986), Regattasegler und Schriftsteller
- Joel Rogosin (1932–2020), Filmproduzent und Drehbuchautor
- John R. Simpson (1932–2017), Direktor des United States Secret Service und Interpol-Präsident

##### 1933
- Sheldon Adelson (1933–2021), Unternehmer und Milliardär
- Dorothy Iannone (1933–2022), Malerin, Grafikerin, Objekt- und Videokünstlerin
- June Kenney (1933–2021), Schauspielerin
- Dorothy Nelkin (1933–2003), Soziologin
- Ray Santisi (1933–2014), Pianist, Hochschullehrer
- Helen Vendler (1933–2024), Literaturkritikerin

##### 1934
- Joanna Barnes (1934–2022), Schauspielerin und Schriftstellerin
- Bill Chase (1934–1974), Trompeter
- Charles Gross (* 1934), Komponist
- Joseph P. Hoar (1934–2022), General des United States Marine Corps
- Ronald Ludington (1934–2020), Eiskunstläufer
- Salvatore Rabbio (* 1934), Perkussionist und Musikpädagoge
- Michael Sahl (1934–2018), Pianist und Komponist
- Richard Wernick (1934–2025), Komponist und Musikpädagoge

##### 1935
- Roland Alexander (1935–2006), Musiker
- Richard M. Karp (* 1935), Informatiker
- Story Musgrave (* 1935), Astronaut
- Theodore W. Palmer (* 1935), Mathematiker
- Joachim Pfeufer (1935–2021), französischer Architekt und Konzeptkünstler
- Hugo Rossi (* 1935), Mathematiker

##### 1936
- Rocky Boyd (* 1936), Jazzmusiker
- James Hunt (* 1936), Regattasegler
- Paul Roazen (1936–2005), Politikwissenschaftler
- Charles Segal (1936–2002), Altphilologe

##### 1937
- Richard Bogosian (* 1937), Diplomat und Botschafter der Vereinigten Statten in Niger und Tschad
- Tony Conn (1937–2024), Rockabillymusiker
- Dick Dale (1937–2019), Musiker und Pionier der Surfmusik
- Jared Diamond (* 1937), Evolutionsbiologe, Physiologe und Biogeograf
- Victor Guillemin (* 1937), Mathematiker
- Susan Howe (* 1937), Dichterin
- Bruce McCandless (1937–2017), Astronaut
- James Petras (* 1937), Professor für Soziologie
- Gordon R. Sullivan (1937–2024), General der United States Army

##### 1938
- Marron Curtis Fort (1938–2019), amerikanisch-deutscher Germanist
- Robin Hartshorne (* 1938), Mathematiker
- Lee Kinsolving (1938–1974), Schauspieler
- Tomás Andrés Mauro Muldoon (1938–2024), römisch-katholischer Bischof von Juticalpa in Honduras
- Barry Newman (* 1938), Schauspieler
- John Robert Ross (1938–2025), Sprachwissenschaftler
- Shelly Rusten (* 1938), Dokumentarfotograf, Jazzmusiker
- Dick Sudhalter (1938–2008), Jazzmusiker

##### 1939
- Jane Alexander (* 1939), Schauspielerin
- Eugene Fama (* 1939), Wirtschaftswissenschaftler
- Raymond Flynn (* 1939), Bürgermeister von Boston
- Joan Hannah (* 1939), Skirennläuferin
- Bill Keith (1939–2015), Bluegrass-Musiker
- Catherine McArdle Kelleher (1939–2023), Politikwissenschaftlerin
- John Voigt (* 1939), Jazzforscher, Komponist und Musiker

##### 1940
- Arlie Russell Hochschild (* 1940), Professorin für Soziologie
- Andrew S. McFarland (* 1940), Politikwissenschaftler und Hochschullehrer
- William Francis Murphy (* 1940), römisch-katholischer Geistlicher, emeritierter Bischof von Rockville Centre
- Zack Norman (1940–2024), Schauspieler und Produzent
- Maribel Owen (1940–1961), Eiskunstläuferin
- John Schuck (* 1940), Theater-, Film- und TV-Schauspieler
- Natalie Trundy (1940–2019), Schauspielerin

#### 1941 bis 1950

##### 1941
- Aldridge Bousfield (1941–2020), Mathematiker und Professor an der University of Illinois in Chicago
- John Brockman (* 1941), Literaturagent
- Meredith D’Ambrosio (* 1941), Musikerin, Malerin und Songwriterin
- Lowell Davidson (1941–1990), Komponist sowie Bassist, Organist und Perkussionist
- Beth Howland (1941–2015), Schauspielerin
- Clifford Jarvis (1941–1999), Jazz-Schlagzeuger
- John Thomas (1941–2013), Leichtathlet
- Elaine Showalter (* 1941), Medizinhistorikerin, Literaturwissenschaftlerin und Feministin
- Alma Yoray (1941–2010), Tänzerin, Sängerin und Yogalehrerin

##### 1942
- John Allis (* 1942), Radrennfahrer
- Michael Bloomberg (* 1942), Geschäftsmann und Bürgermeister der Stadt New York
- Jonathan Borofsky (* 1942), Künstler
- Joe Boyd (* 1942), Musikproduzent
- Daniel Dennett (1942–2024), Philosoph
- Alfred Fisher (1942–2016), kanadischer Komponist, Pianist und Musikpädagoge
- Laurence Foley (1942–2002), Diplomat
- Peter Gomes (1942–2011), Theologe, Hochschullehrer und Autor
- Madeline Kahn (1942–1999), Film-, Fernseh- und Theaterschauspielerin
- Arthur Kennedy (* 1942), römisch-katholischer Geistlicher, emeritierter Weihbischof in Boston
- Steven Kleiman (* 1942), Mathematiker
- Pete Levin (* 1942), Jazz- und Fusion-Keyboarder
- James Francis Lynch (1942–1998), Zoologe und Naturschützer
- Peter Rowan (* 1942), Bluegrass-Musiker und Songwriter
- Bob Taft (* 1942), Politiker der Republikanischen Partei und Gouverneur von Ohio
- Cynthia Voigt (* 1942), Jugendbuchautorin

##### 1943
- Regina Carrol (1943–1992), Schauspielerin
- Charles Dinarello (* 1943), Arzt
- Peter Guralnick (* 1943), Musikkritiker und Autor
- Charles Janeway (1943–2003), Immunologe
- Jack Nance (1943–1996), Film- und Fernsehschauspieler
- David Parks (* 1943), Politiker
- Ed Rollins (* 1943), Politikberater und -stratege
- David Waltz (1943–2012), Informatiker, Hochschullehrer
- Alan Wilson (1943–1970), Sänger, Mundharmonikaspieler, Gitarrist und Komponist

##### 1944
- Sheldon Brown (1944–2008), Fahrradmechaniker
- David Evans (* 1944), Musikwissenschaftler
- Peter Lynch (* 1944), Investmentfondsmanager
- Bobby Naughton (1944–2022), Jazzmusiker
- Lew Rockwell (* 1944), politischer Kommentator, Ökonom der Österreichischen Schule und Aktivist

##### 1945
- Richard Armitage (1945–2025), Diplomat und Politiker und Vizeaußenminister der Vereinigten Staaten
- Lewis Hyde (* 1945), Schriftsteller
- Peter Plympton Smith (* 1945), Politiker
- Tom Werman (* 1945), Musikproduzent
- George Wyner (* 1945), Schauspieler

##### 1946
- Chris Burden (1946–2015), Künstler
- L. Peter Deutsch (* 1946), Informatiker
- Peter Hayes (* 1946), Historiker
- Tony Levin (* 1946), Rock-Bassist
- Janet Morris (* 1946), Science-Fiction- und Fantasy-Autorin

##### 1947
- Peter Abrahams (* 1947), Schriftsteller
- Jerry Bergonzi (* 1947), Saxophonist
- John Boswell (1947–1994), Historiker
- Mark Edward Brennan (* 1947), römisch-katholischer Geistlicher, Bischof von Wheeling-Charleston
- Bob Enos (1947–2008), R&B- und Jazz-Musiker
- Tom van der Geld (* 1947), Malletspieler des Modern Jazz
- Temple Grandin (* 1947), Spezialistin für den Entwurf von Anlagen für die kommerzielle Tierhaltung
- Harry R. Lewis (* 1947), Mathematiker, Informatiker und Hochschullehrer
- Richard März (* 1947), österreichischer Biochemiker, Hochschullehrer
- Larry Pleau (* 1947), Eishockeyspieler
- Meshach Taylor (1947–2014), Schauspieler

##### 1948
- Jewelle Gomez (* 1948), Autorin, Dichterin und Literaturkritikerin
- Ellen Segal Huvelle (* 1948), Juristin und Richterin
- Christa McAuliffe (1948–1986), Lehrerin
- Paul Mockapetris (* 1948), Software-Entwickler
- Jim Sampson (* 1948), deutsch-amerikanischer Hörfunkmoderator
- Donna Summer (1948–2012), Sängerin
- James Taylor (* 1948), Folk/Pop-Künstler

##### 1949
- Gina Bovaird (* 1949), Motorradrennfahrerin
- Paul Guilfoyle (* 1949), Schauspieler
- Bob Margolin (* 1949), Blues-Gitarrist und Sänger
- Joseph Pilato (1949–2019), Schauspieler und Synchronsprecher
- Daniel Pipes (* 1949), Autor und Publizist
- Albert Sacco (* 1949), Astronaut

##### 1950
- Candace Allen (* 1950), Schriftstellerin
- Susan Bottomly (* 1950), Modell und Schauspielerin
- Arthur Caplan (* 1950), Bioethiker
- Dorothy L. Cheney (1950–2018), Primatologin und Professorin für Biologie
- Bill Flynn (* 1950), Eishockeyspieler und -trainer
- Peter W. Galbraith (* 1950), Diplomat der USA, Beamter, Professor und Schriftsteller
- George Garzone (* 1950), Jazzmusiker
- Allan Jaffe (* 1950), Jazz- und Fusionmusiker
- Larry Roland (* ≈1950), Jazzmusiker und Dichter
- Neil Asher Silberman (* 1950), Archäologe und Historiker
- Steven Van Zandt (* 1950), Rockmusiker, Schauspieler und Radiomoderator
- Rich Wilson (* 1950), Segler und Professor

#### 1951 bis 1960

##### 1951
- Carolina Barco (* 1951), Politikerin
- Harvey Cohen (1951–2007), Film- und Fernsehkomponist sowie Orchestrator
- Ed French (* 1951), Maskenbildner und Spezialeffektkünstler
- Roger B. Myerson (* 1951), Wirtschaftswissenschaftler und Nobelpreisträger
- Lawrence O’Donnell (* 1951), Politfunktionär, politischer Analyst und Fernsehmoderator
- Rodman Philbrick (* 1951), Autor
- Jonathan Richman (* 1951), Musiker
- Robert Rosenberg (1951–2006), Krimiautor und Journalist
- Anne Twomey (* 1951), Schauspielerin
- Patricia J. Williams (* 1951), Juristin und Hochschullehrerin

##### 1952
- Thomas A. Barron (* 1952), Autor
- Charles Bass (* 1952), Politiker
- Neria Douglass (* 1952), Anwältin und Politikerin
- Donal Fox (* 1952), Pianist und Komponist
- John Lee (* 1952), Bassgitarrist
- Bob Mover (* 1952), Saxophonist und Sänger
- David Rieff (* 1952), Publizist
- David Weinberg (* 1952), Ruderer
- David Wilczewski (1952–2009), Fusionmusiker
- Robert Winley (1952–2001), Schauspieler

##### 1953
- Lynn Chang (* 1953), Geiger und Musikpädagoge
- Ellen Crosby (* 1953), Journalistin und Schriftstellerin
- Laurence J. Dorr (* 1953), Botaniker und Pflanzensammler
- Brian Duffy (* 1953), Testpilot und Astronaut
- Joan Reede (* 1953), Medizinerin und Hochschullehrerin
- James Remar (* 1953), Schauspieler
- Mike Stern (* 1953), Fusionmusiker

##### 1954
- Andrea Barrett (* 1954), Schriftstellerin
- Robert Beaser (* 1954), Komponist, Dirigent und Musikpädagoge
- Susan Butcher (1954–2006), Hunde-Rennschlitten-Fahrerin
- Ricky Ford (* 1954), Jazzmusiker
- Francisco Goldman (* 1954), Autor
- Harold Hongju Koh (* 1954), Rechtswissenschaftler
- Henry Marsh (* 1954), Hindernisläufer

##### 1955
- Arthur Baker (* 1955), DJ, Produzent und Remixer
- Jane Ira Bloom (* 1955), Jazzmusikerin
- Tom Jennings (* 1955), Künstler und Techniker
- Michael McShane (* 1955), Schauspieler
- Christopher Wool (* 1955), Maler und Grafiker

##### 1956
- Eliot A. Cohen (* 1956), Professor
- Paul Mitchell (1956–2021), Politiker (Republikaner) und Mitglied des Repräsentantenhauses
- Alexandre Rockwell (* 1956), Filmregisseur
- Meg Rosoff (* 1956), Schriftstellerin
- Ned Rothenberg (* 1956), Jazz- und Improvisationsmusiker

##### 1957
- Aviva Chomsky (* 1957), Historikerin
- Lynne Cox (* 1957), Langstreckenschwimmerin und Buchautorin
- Eric S. Raymond (* 1957), Autor und Programmierer in der Hacker- und Open-Source-Szene
- Bill Laimbeer (* 1957), Basketballspieler
- Pierre Paquette (* 1957), Jazzmusiker
- Rob Schneiderman (* 1957), Jazz-Pianist, Komponist

##### 1958
- Colm Feore (* 1958), US-amerikanisch-kanadischer Schauspieler
- Chris Nilan (* 1958), Eishockeyspieler und -trainer
- Jeffrey A. Rosen (* 1958), Rechtsanwalt
- John Tortorella (* 1958), Eishockeyspieler und -trainer

##### 1959
- Michael Botticelli (1959–2023), Eiskunstläufer
- Peter Carruthers (* 1959), Eiskunstläufer
- Daniel Goldhagen (* 1959), Soziologe und Politikwissenschaftler
- Robert Reed (* 1959), römisch-katholischer Geistlicher, Weihbischof in Boston
- Deborah Sasson (* 1959), Opernsängerin und Musicaldarstellerin
- Karen Shire (* 1959), Soziologin
- John J. Sullivan (* 1959), Vizeaußenminister

##### 1960
- Kate Davis (* 1960), Filmproduzentin, Filmregisseurin, Kamerafrau und Filmeditorin
- J. Bradford DeLong (* 1960), Wirtschaftswissenschaftler
- Mark Andrew Green (* 1960), Politiker
- Andrew Marcus (* 1960), Filmeditor
- Scott McCloud (* 1960), Comic-Künstler und -Theoretiker
- Michael McCormack (* 1960), Triathlet
- William Monahan (* 1960), Drehbuchautor und Schriftsteller
- James Spader (* 1960), Schauspieler
- David Sweeney (1960–2021), kanadischer Regattasegler
- David Thorne (* 1960), Künstler

#### 1961 bis 1970

##### 1961
- Caitlin Carruthers (* 1961), Eiskunstläuferin
- Jennifer Coolidge (* 1961), Schauspielerin
- Amy Denio (* 1961), Multiinstrumentalistin
- Guru (1961–2010), Rapper
- Martha Hackett (* 1961), Schauspielerin
- Michael Land (* 1961), Komponist und Musiker
- David Lovering (* 1961), Schlagzeuger
- DJ Olive (* 1961), Klangkünstler und Turntablist

##### 1962
- Rob Bargad (* 1962), Jazzmusiker
- Medina Dixon (1962–2021), Basketballspielerin
- Clark Gregg (* 1962), Schauspieler
- Jasmine Guy (* 1962), Schauspielerin, Sängerin und Tänzerin
- Tom Lampert (* 1962), Politikwissenschaftler und Schriftsteller
- John Slattery (* 1962), Film- und Theaterschauspieler

##### 1963
- Michael Beach (* 1963), Schauspieler
- Greg Cronin (* 1963), Eishockeytrainer
- Brian Goodman (* 1963), Schauspieler, Regisseur und Drehbuchautor
- John Michael Higgins (* 1963), Schauspieler und Synchronsprecher
- Andrea Robbins (* 1963), Fotografin
- Eric Zinman (* 1963), Pianist und Komponist

##### 1964
- Stephen Dunham (1964–2012), Schauspieler
- Richard J. Green (* 1964), Chemiker
- Joseph F. Kahn (* 1964), Journalist
- John Pinette (1964–2014), Komiker und Schauspieler
- John E. Sununu (* 1964), Politiker

##### 1965
- Tom Barrasso (* 1965), Eishockeytorhüter
- Benzino (* 1965), Rapper und Musikproduzent
- Frank Black (* 1965), Musiker
- David Delfino (* 1965), US-amerikanisch-italienischer Eishockeytorhüter
- Christine Elise (* 1965), Schauspielerin
- Kim Janey (* 1965), Politikerin und kommissarische Bürgermeisterin von Boston
- Sophie Matisse (* 1965), Malerin
- Clayton Nemrow (* 1965), Schauspieler und Musicaldarsteller
- Brian Noonan (* 1965), Eishockeyspieler
- Andrew Stanton (* 1965), Regisseur und Drehbuchautor
- Elly Tanaka (* 1965), Biochemikerin
- Maura Tierney (* 1965), Schauspielerin
- Peter Wylde (* 1965), Springreiter und Olympiasieger

##### 1966
- Carolyn Ruth Bertozzi (* 1966), Biochemikerin und Hochschullehrerin
- Peter Boghossian (* 1966), Philosoph und Erziehungswissenschaftler
- Lauren Greenfield (* 1966), Künstlerin, Dokumentarfotografin und -filmerin
- Bryna Kra (* 1966), Mathematikerin
- Josiah McElheny (* 1966), Künstler und Bildhauer
- Élodie Pong (* 1966), US-amerikanisch-schweizerische Künstlerin und Filmemacherin
- David Ian Salter (* 1966), Filmeditor
- Stephanie Wilson (* 1966), Astronautin
- Steven D. Zohn (* 1966), Musikwissenschaftler

##### 1967
- Connie Britton (* 1967), Schauspielerin
- Lisa Edelstein (* 1967), Schauspielerin
- Fat Mike (* 1967), Musiker und Produzent
- John Rusher (* 1967), Ruderer
- Blanchard Ryan (* 1967), Schauspielerin
- Paul Stanton (* 1967), Eishockeyspieler
- Tim Sweeney (* 1967), Eishockeyspieler
- Marty Walsh (* 1967), Politiker, Bürgermeister von Boston

##### 1968
- Dean Cokinos (* 1968), American-Football-Trainer
- Larry Goldings (* 1968), Jazzmusiker und Komponist
- Sean Gullette (* 1968), Drehbuchautor und Schauspieler
- Tom Long (1968–2020), australischer Film- und Theaterschauspieler
- Lisa Monaco (* 1968), Juristin und von 2013 bis 2017 Präsident Obamas Beraterin für Innere Sicherheit
- Joseph Nassise (* 1968), Schriftsteller
- Peter R. Orszag (* 1968), Wirtschaftswissenschaftler
- Guido Giacomo Preparata (* 1968), italienischer Wirtschafts- und Politikwissenschaftler
- Seth Putnam (1968–2011), Musiker
- Joseph D. Reitman (* 1968), Schauspieler
- Michelle Thomas (1968–1998), Schauspielerin
- Darren Turcotte (* 1968), Eishockeyspieler
- Guinevere Turner (* 1968), Schauspielerin und Drehbuchautorin
- Amie Wilkinson (* 1968), Mathematikerin
- Scott Wolf (* 1968), Schauspieler

##### 1969
- Bobby Brown (* 1969), R&B-Sänger
- Ariadne Daskalakis (* 1969), Geigerin
- Scott Jaffe (* 1969), Schwimmer
- Michael Moynihan (* 1969), Musiker, Verleger und Journalist
- Edward Norton (* 1969), Schauspieler und Regisseur
- Bill O’Brien (* 1969), American-Football-Trainer
- Donnie Wahlberg (* 1969), Sänger, Schauspieler und Produzent
- James Walters (* 1969), Schauspieler, Musiker und Feuerwehrmann
- Danny Wood (* 1969), Sänger, Songschreiber und Musikproduzent

##### 1970
- John Amaechi (* 1970), US-amerikanisch-englischer Basketballspieler
- Susan Athey (* 1970), Wirtschaftswissenschaftlerin und Professorin
- Dave Eggers (* 1970), Schriftsteller, Drehbuchautor und Verleger
- Edward Fletcher (* 1970), Schauspieler und Maler
- Dede Griesbauer (* 1970), Triathletin
- Armand Van Helden (* 1970), House-Disc Jockey und -Produzent
- Cariddi Nardulli (* 1970), italienische Schauspielerin und Produktionsassistentin
- Peter Ormond (* 1970), irisch-US-amerikanischer Schauspieler
- Jeremy Roenick (* 1970), Eishockeyspieler
- Nicholas Sagan (* 1970), Schriftsteller und Drehbuchautor
- Susan Tedeschi (* 1970), Blues-Gitarristin, Sängerin und Songschreiberin
- Uma Thurman (* 1970), Schauspielerin

#### 1971 bis 1980
- Leonardo Ciampa (* 1971), Komponist, Organist, Pianist und Autor
- Ted Drury (* 1971), Eishockeyspieler
- Jennifer Dundas (* 1971), Schauspielerin
- Jon Kleinberg (* 1971), Professor für Informatik
- Sékou (* 1971), Rapper, Sänger, Songschreiber und Verleger
- Mark Wahlberg (* 1971), Schauspieler und Produzent
- Amanda Micheli (* 1972), Filmregisseurin
- Alessandro Nivola (* 1972), Schauspieler
- Eli Roth (* 1972), Regisseur, Drehbuchautor, Produzent und Schauspieler
- Kevin Feige (* 1973), Filmproduzent
- Rich Cronin (1974–2010), Sänger und Songschreiber
- Misha Collins (* 1974), Schauspieler
- Ezra Edelman (* 1974), Filmproduzent und -regisseur
- Aaron Goldberg (* 1974), Jazz-Pianist
- Christopher Rojik (* 1974), Basketballspieler
- Jon Coleman (* 1975), Eishockeyspieler
- Anne Dudek (* 1975), Schauspielerin
- Mark Greif (* 1975), Autor und Publizist
- T. J. Thyne (* 1975), Filmschauspieler
- Brian J. White (* 1975), Schauspieler, Filmproduzent, American-Football- und Lacrosse-Spieler
- Eric Griffin (* 1976), Musiker
- Shar Jackson (* 1976), Schauspielerin und Rapperin
- Amanda Palmer (* 1976), Musikerin, Lyrikerin und Kabarettistin
- Anthony Rossomando (* 1976), Gitarrist und Songwriter
- Andrew Bujalski (* 1977), Filmregisseur
- Tyler Jewell (* 1977), Snowboarder
- Charles Taylor junior (* 1977), Sohn des liberianischen Präsidenten Charles Taylor
- Teryn Ashley (* 1978), Tennisspielerin
- Jeremy Strong (* 1978), Schauspieler
- Adam Birnbaum (* 1979), Jazzpianist
- Emily Cook (* 1979), Freestyle-Skierin
- Jim Fahey (* 1979), Eishockeyspieler
- Malakoff Kowalski (* 1979), deutsch-amerikanisch-persischer Sänger, Musiker, Komponist und Produzent
- Patrick Renna (* 1979), Schauspieler
- Monster Mike Welch (* 1979), Bluesmusiker
- Turner Cody (* 1980), Singer-Songwriter
- Eliza Dushku (* 1980), Schauspielerin
- Ben Foster (* 1980), Schauspieler
- Sarah Glidden (* 1980), Zeichnerin und Autorin
- Mary Halvorson (* 1980), Gitarristin und Komponistin
- J. T. Holmes (* 1980), Extremskifahrer, Basejumper und Stuntman
- Alex McQuilkin (* 1980), Künstlerin
- Michael Ryan (* 1980), Eishockeyspieler

#### 1981 bis 1990

##### 1981
- Uzo Aduba (* 1981), Schauspielerin
- Chris Evans (* 1981), Schauspieler
- Kimball Gallagher (* 1981), Pianist und Komponist
- Nicky Jam (* 1981), Reggaeton-Sänger
- Julia Jones (* 1981), Schauspielerin
- Adrian Lamo (1981–2018), Hacker, Sicherheitsanalyst, Journalist und Informant
- Michael Morse (* 1981), Freestyle-Skier
- Kirsten Price (* 1981), Pornodarstellerin

##### 1982
- Susie Abromeit (* 1982), Schauspielerin
- Mirjam Ballmer (* 1982), Schweizer Politikerin
- Paul-Henri Campbell (* 1982), deutsch-amerikanischer Schriftsteller
- Tony Dize (* 1982), Reggaeton-Musiker
- Andy Kim (* 1982), Politiker
- Jacob Mikanowski (* 1982), Historiker, Journalist, Publizist und Kritiker
- Jonathan Tucker (* 1982), Schauspieler

##### 1983
- Ari Graynor (* 1983), Schauspielerin
- Sam Jones III (* 1983), Schauspieler
- Eli Reed (* 1983), Musiker
- Daniela Ruah (* 1983), portugiesisch-US-amerikanische Schauspielerin
- Mary Jirmanus Saba (* 1983), Geographin und Filmemacherin

##### 1984
- Zoë Claire Miller (* 1984), Künstlerin
- Patrick Ewing Jr. (* 1984), Basketballspieler
- Kevin Regan (* 1984), Eishockeytorhüter
- Taylor Schilling (* 1984), Schauspielerin
- Sean Sullivan (* 1984), Eishockeyspieler

##### 1985
- Tommaso Ciampa (* 1985), Wrestler
- Jonathan Kale (* 1985), Basketballspieler

##### 1986
- Chris Bourque (* 1986), Eishockeyspieler
- Darren Elias (* 1986), Pokerspieler
- John McCarthy (* 1986), Eishockeyspieler
- Frankie Shaw (* 1986), Schauspielerin, Regisseurin und Drehbuchautorin
- Keith Yandle (* 1986), Eishockeyspieler

##### 1987
- Benn Ferriero (* 1987), Eishockeyspieler
- Alicia Sacramone (* 1987), Turnerin

##### 1988
- Danielle Pinnock (* 1988), Filmschauspielerin
- Romi Rain (* 1988), Pornodarstellerin
- Caitlin Whoriskey (* 1988), Tennisspielerin

##### 1989
- Jimmy Hayes (1989–2021), Eishockeyspieler

#### 1991 bis 2000
- Jared Goldberg (* 1991), Skirennläufer
- Steve Whitney (* 1991), Eishockeyspieler
- Colby Boothman (* 1992), Schauspieler
- Erica Lindbeck (* 1992), Synchronsprecherin
- Aidan Mitchell (* 1993), Schauspieler
- Connor Murphy (* 1993), Eishockeyspieler
- Jimmy Vesey (* 1993), Eishockeyspieler
- Caroline Zhang (* 1993), Eiskunstläuferin
- Sasha Calle (* 1995), Schauspielerin
- Ayo Edebiri (* 1995), Filmschauspielerin und Drehbuchautorin
- Nicholi Rogatkin (* 1995), BMX- und Mountainbikesportler
- Ryan Donato (* 1996), Eishockeyspieler
- Samantha Logan (* 1996), Schauspielerin
- Noah Hanifin (* 1997), Eishockeyspieler
- Coi Leray (* 1997), Rapperin und Sängerin
- Colin White (* 1997), Eishockeyspieler
- Isabel Atkin (* 1998), britische Freestyle-Skierin
- Genevieve Hannelius (* 1998), Schauspielerin
- Pranav Kumar (* 1999), Tennisspieler
- Kik Pierie (* 2000), niederländischer Fußballspieler
- Maia Reficco (* 2000), argentinisch-US-amerikanische Schauspielerin und Sängerin

### 21. Jahrhundert
- Fred Richard (* 2004), Turner

#### Geburtsjahr nicht bekannt
- Tony Rymer, Cellist

## Bekannte Einwohner von Boston
- John Cotton (1585–1652), puritanischer Geistlicher ab 1633 in Boston und Begründer des Kongregationalismus
- John Winthrop (1588–1649), puritanischer Jurist, ab 1629 Gouverneur der Massachusetts Bay Colony und Stadtgründer
- Anne Hutchinson (1591–1643), dissidente Theologin ab 1634 in Boston und 1637 verbannt
- Roger Williams (1603–1683), Begründer des amerikanischen Baptismus ab 1630 in Boston und 1635 verbannt
- John Winthrop, Jr. (1606–1676), puritanischer Politiker, Unternehmer und Wissenschaftler
- George Brayton (1830–1892), Maschinenbauingenieur
- Ernst Perabo (1845–1920), Komponist und Pianist
- Nils Posse (1862–1895), schwedischer Sportpädagoge
- Harry Zohn (1923–2001), Literarhistoriker, Essayist und Übersetzer
- Sophie Freud (1924–2022), österreichisch-US-amerikanische Psychologin, Sozialpädagogin und Sozialwissenschaftlerin sowie Autorin
- Noah Gordon (1926–2021), Schriftsteller
- Karen Pryor (1932–2025), Tiertrainerin
- Mario Corti (* 1946), Schweizer Manager
- William Sinkford (* 1946), Pastor der Unitarian Universalist Association
- Michael Albert (* 1947), Autor und politischer Aktivist
- David Lee Thompson (* 1951), Bildhauer, Assemblage-Künstler und Dichter
- Dominique Eade (* 1958), Jazzsängerin, Pianistin, Musikpädagogin, Songwriterin und Komponistin
- Dennis Lehane (* 1965), Schriftsteller
- Tui Sutherland (* 1978), Schriftstellerin
- Sammy Adams (* 1987), Musiker
- Sasha Banks (* 1992), Wrestlerin